# Léon Bottou
Cet article possède un paronyme, voir Botou.
Léon Bottou est un chercheur connu pour son travail dans les domaines de l'apprentissage automatique et de la compression de données. Il est issu de la promotion X1984 de l'Ecole Polytechnique. Ses recherches concernent aussi l'algorithme du gradient stochastique. Il est l'un des principaux créateurs (avec Yann Le Cun et Patrick Haffner) de la technologie de compression d'images DjVu.
Il est lauréat en 2021 du prix Lagrange en optimisation continue, avec Frank E. Curtis et Jorge Nocedal.